# ریکو گارسیا
ریکو گارسیا (انگلیسی: Rayco García؛ زادهٔ ۲۳ مارس ۱۹۸۷) بازیکن فوتبال اهل اسپانیا است.
از باشگاه‌هایی که در آن بازی کرده‌است می‌توان به باشگاه فوتبال رئال مادرید سی، باشگاه فوتبال رایو وایکانو، باشگاه فوتبال میراندس، باشگاه فوتبال رئال مورسیا، باشگاه فوتبال رئال اویدو، باشگاه فوتبال رئال مادرید کاستیا، و باشگاه خیمناستیک تاراگونا اشاره کرد.
وی همچنین در تیم‌های ملی فوتبال زیر ۱۶ سال اسپانیا و زیر ۱۷ سال اسپانیا بازی کرده‌است.